# Ґроссман Юрій Миронович
Юрій Миронович Ґроссман (нар. 5 грудня 1919 Андижан Узбекистан — пом. 8 листопада 2003 штат Нью-Йорк США) — радянський історик, доктор історичних наук, професор Львівського університету. Провідний дослідник з історії аграрних відносин східної Європи в 16-17 ст. Медієвіст

## Біографія
Юрій Миронович народився 5 грудня 1919 року в містіАндижан в Узбекистані. В 1942 році закінчив Московський історико-архівний інститут. Учасник Другої світової війни. В 1946 році направлений до Львову. Працював в ЦДІА до 1949 року. В цьому ж році почав викладати у Львівському педагогічному університеті. Викладав включно до 1952. В 1949 також розпочав викладацьку діяльність у Львівському університеті Яна-Казимира.
У 1955 році отримав вчене звання доцента. В 1968 році захистив докторську дисертацію.
У 1971 році став завідувачем кафедри історії стародавнього світу і середніх віків. У 1989 році залишив посаду. В 1989 році отримав почесне звання професора кафедри історії стародавнього світу і середніх віків. В 1991 році вийшов на пенсію. Емігрував в США. Помер 8 листопада 2003 року в Ньюарку, штату Нью-Йорк США.

## Праці
Развитие отработочной ренты в государственных имениях Русского и Белзского воеводств во второй половине XVI – первой половине XVII вв. // Ежегодник по аграр. истории Восточ. Европы 1959 г. Москва, 1961;
Фольварк Русского и Белзского воеводств во второй половине XVI в. // Ежегодник по аграр. истории Восточ. Европы 1961 г. Рига, 1963;